# Pyrausta insularis
Pyrausta insularis là một loài bướm đêm trong họ Crambidae.